# Prewitt
Prewitt – operator wykorzystywany w cyfrowym przetwarzaniu obrazów do detekcji krawędzi pionowych, poziomych i ukośnych. Operator ten umożliwia wyznaczenie dla każdego piksela obrazu estymaty pochodnej kierunkowej w jednym z 8 kierunków. Operator ten został po raz pierwszy użyty do analizy obrazów mikroskopowych w medycynie przez Judith M. Prewitt w roku 1966.

## Algorytm
Wyznaczenie pochodnej kierunkowej odbywa się to za pomocą operacji dwuwymiarowego dyskretnego splotu macierzy obrazu z macierzą 3×3 charakterystyczną dla danego kierunku zwaną jądrem (kernel) przekształcenia. Macierze te są antysymetryczne w stosunku do kierunku wykrywanej krawędzi. Zbiór 8 macierzy pozwala na określenie kierunku od 0° do 315° z krokiem 45°. Dla kierunku 0° wykrywane są krawędzie pionowe, a dla 90° – krawędzie poziome. Operacja splotu wyznacza w pierwszym przypadku estymatę pochodnej cząstkowej względem osi X, a drugim względem osi Y.
Metoda ta nazywana jest także dopasowywaniem wzoru (maski) krawędzi do rzeczywistego obrazu. Kierunek oraz wielkość krawędzi określane są na podstawie najbardziej dopasowanej „maski”.
Przykłady masek dla kątów 0°, 45°, 90° i 135°.
{\displaystyle \mathbf {P_{1}} ={\begin{bmatrix}-1&\ \ 0&+1\\-1&\ \ 0&+1\\-1&\ \ 0&+1\end{bmatrix}}\qquad \mathbf {P_{2}} ={\begin{bmatrix}\ \ 0&+1&+1\\-1&\ \ 0&+1\\-1&-1&\ \ 0\end{bmatrix}}\qquad \mathbf {P_{3}} ={\begin{bmatrix}+1&+1&+1\\\ \ 0&\ \ 0&\ \ 0\\-1&-1&-1\end{bmatrix}}\qquad \mathbf {P_{4}} ={\begin{bmatrix}+1&+1&\ \ 0\\+1&\ \ 0&-1\\\ \ 0&-1&-1\end{bmatrix}}}
Kolejne maski otrzymuje się, obracając podane maski o 180°. Warto zauważyć, że wystarczy obliczyć sploty z czterema pierwszymi maskami, gdyż pozostałe różnią się tylko znakiem (Pj+4= – Pj).
Prewitt jest dobrym algorytmem do wyznaczania wielkości i orientacji krawędzi. I chociaż detekcje oparte na gradiencie różniczki potrzebujące dłuższych obliczeń w celu wyznaczenia orientacji na bazie tylko dwóch wielkości nachylenia (splot macierzy z obrazem w kierunku pionowym i poziomym), a prewitt, bazując tylko na 8 „szablonach” czułych na konkretny kierunek i splot z obrazem dający największy wynik, określa orientację krawędzi, to okazuje się, że pierwsza metoda nie jest o wiele lepsza od prewitta i daje podobne wyniki.